# Heinz-Theo Homann
Heinz-Theo Homann (auch Theo Homann) (* 8. März 1950 in Dernbach (Westerwald)) ist ein deutscher Schriftsteller und politischer Publizist. Er wirkt vor allem im Umfeld von Publikationen, die der Neuen Rechten zugeordnet werden.

## Leben
Homann besuchte in Montabaur das Mons-Tabor-Gymnasium und legte 1972 dort das Abitur ab. Von 1972 bis 1974 besuchte er das Noviziat der Norddeutschen Provinz des Jesuitenordens in Münster. Ab 1973 studierte er nach eigenen Angaben bis 1997 an den Universitäten Münster, München, Köln und zuletzt von 1976 bis 1982 in Bonn katholische Theologie, Philosophie und Soziologie sowie Religionswissenschaft, Germanistik und Politische Wissenschaft mit dem Abschluss Diplom. Danach arbeitete er von 1982 bis 1988 als Pfleger und von 1989 bis 1990 als Kundenberater im Einzelhandel. An der Universität Bonn wurde er 1997 an der theologischen Fakultät mit seiner Arbeit Das funktionale Argument: Konzepte und Kritik funktionslogischer Religionsbegründung promoviert.
Homann ist seit 1988 (seit 1993 zusammen mit Günter Maschke) Herausgeber der in Bonn erscheinenden Zeitschrift Etappe (Zeitschrift für Politik, Kultur und Wissenschaft), die als eines der Theorieorgane der Neuen Rechten gilt.
Homann war Mitglied der Partei Die Republikaner. Im Jahre 1989 kandidierte er bei den Kommunalwahlen in Nordrhein-Westfalen für den Rat der Stadt Bonn. Als Student war er laut einem Bericht des Bonner General-Anzeigers Mitglied der als rechtsextrem geltenden Studentenorganisation Ring Freiheitlicher Studenten.

## Wirken
Homann ist hauptberuflich im wissenschaftlichen Verlagswesen tätig und daneben als politisch-philosophischer Autor und Journalist aktiv. Neben seinen theoretischen Beiträgen und Editorials in der Zeitschrift Etappe (ab 1988) veröffentlichte er eine historische Kriminalnovelle mit dem Titel Mord im Wolfsturm (1992) und gab ein Jahrbuch zur Konservativen Revolution (1994) heraus. Unter diversen Pseudonymen (Jutta Winckler, Jutta Volz-Winckler, Achim T. Volz-Winckler, Hanns Ludin, Elsmarie Brüggemeyer-Hochstedt) schrieb Homann von Anfang der 1990er Jahre bis etwa 2003 außerdem zahlreiche Beiträge in der rechtskonservativen Berliner Wochenzeitung Junge Freiheit.
Ein starker Einfluss auf Homanns Denken ging von dem Werk des katholischen Schriftstellers Reinhold Schneider aus, ebenso von dem katholischen Staatsrechtler und politischen Philosophen Carl Schmitt, einem zeitweiligen Parteigänger des Nationalsozialismus. Homann verehrt Schneider als „konservativ-revolutionären Kopf“ und als den „wohl letzten Dichter aus abendländisch-christlichem Geist, der Nachgeborenen 'Nachricht' von dem gab, was sich als 'Geschichte' vordem zugetragen hat“; er wendet sich dagegen, dass deutsche Christdemokraten ihn zum „politisch korrekten Widerständler“ stilisieren wollen.
In seiner umfangreichen, als Buch (580 S.) veröffentlichten Dissertation Das funktionale Argument legte Homann „erstmalig (…) eine umfassende historisch-systematische Darlegung und Kritik der funktionslogischen Religionsbegründung vor.“ Sie besteht aus zwei Teilen. „In ihrem problemgeschichtlichen Teil dokumentiert sie typologisch den Gestaltwandel des funktionalen Arguments zwischen Polis-Religion und systemtheoretischer 'Luhmannitis' der Gegenwart. Der systematische Teil trägt eine fundamentaltheologisch motivierte Kritik der funktionalistischen Vernunft vor, deren Angelpunkte Personalität, erfüllte Zeit und kognitive Glaubenswahrheit sind.“ Homann stieß, so der Klappentext zum Buch, bei seinen Studien auf bisher wenig beachtete Konvergenzen, die er in einem Corollar zusammenstellt: als „antifunktionalistische Warner“ traten demnach sonst sehr unterschiedliche Denker hervor: Theodor W. Adorno und Günther Anders ebenso wie Carl Schmitt und Martin Heidegger, Max Horkheimer und Herbert Marcuse ebenso wie Reinhold Schneider und Dietrich Bonhoeffer, sowie zahlreiche andere.
Christian Geyer, Redakteur bei der FAZ, rezensierte das Werk: „Auf mehr als fünfhundert Seiten läßt der Autor die Geistesgeschichte Revue passieren, um darzulegen, wer wann für oder gegen das funktionale Denken eingetreten ist. Von Plato über Cassirer bis Rohrmoser verläuft die Recherche. Als Materialsammlung ist das Buch ein großer Wurf. Seine weitgespannte, überaus gründliche und klug komponierte Literaturaufbereitung rückt es in die – horribile dictu – 'Funktion' eines unverzichtbaren Standardwerkes. Als Anleitung fürs gute Leben jedoch, für eine – wie Homann gern sagt – 'adäquate' Sicht von Gott und der Welt, ist die Fundamentalkritik am 'funktionalen Argument' ein dogmatischer Schlag ins Wasser der Wissenschaft.“ Homann, so Geyer, „liebäugelt offenbar mit einer Denkschule, die das Christentum mit bestimmten geisteswissenschaftlichen Positionen identifizieren will. Von hier aus ist es nur ein kleiner Schritt zur Idee einer ‚katholischen Soziologie‘, wenn nicht gar einer ‚katholischen Weltanschauung‘. Die Ironie solcher Positionen ist, daß sie das Christliche schwächen in der Absicht, es zu stärken. (…) Heinz-Theo Homann führt denn auch nicht ein einziges Mal Jesus Christus oder einen anderen Religionsstifter als Kronzeugen der antifunktionalen Religionsideologie an. Stattdessen greift er durchweg auf säkulare und zum großen Teil höchst antimoderne Querdenker zurück.“ Geyer weiter: „Bei fortschreitender Lektüre fragt man sich denn auch, durch welchen Maßstab all die antifunktionalen Appelle dieses Buches gedeckt sein sollen. Kaum ein Kapitel, in dem nicht Chimären wie das Primäre, Genuine, Spontane, Authentische beschworen werden.“

## Publikationen
- Heinrich-Theodor Homann: Macht und Gnade. Zum achtzigsten Geburtstag und fünfundzwanzigsten Todestag Reinhold Schneiders, in: Kirchenzeitung für das Erzbistum Köln, Nr. 17, Ausgabe vom 29. April 1983, S. 11.
- Heinz-Theo Homann: Unter Seinssauriern. Bericht vom Kongreß der Deutschen Gesellschaft für Philosophie in Bonn, in: die tageszeitung (TAZ) Nr. 1459/45. Woche, Jg. 7, Dienstag, 6. November 1984, S. 12.
- Heinz-Theo Homann (Hg.): Etappe. Zeitschrift für Politik, Kultur und Wissenschaft, 1988ff
- H.T. Homann: Platonisches Deutschland – oder: Wer hat Angst vor der Idee? In: Wir selbst, Koblenz 1990, S. 27–30.
- Heinz-Theo Homann: Dynamo Pankow – SC Berlin 9:0, in: CONstructiv 7 (2. Jg.) Berlin Juli 1991, S. 25–28; (Hg. U. Herold, beraten von Stephan Hermlin, Walter Jens, Robert Jungk, Heiner Müller)
- Theo Homann: Mord im Wolfsturm. Gesamtdeutscher Verlag, Wesseling 1992 ISBN 3-928415-02-6
- Heinz-Theo Homann: Vor dem „Gebrüll der Finsternis“. Reinhold Schneiders Frühwerk im Kontext der Konservativen Revolution, in: H.-T. Homann (Hg.): Jahrbuch zur Konservativen Revolution. Verlag Annelies Thomas, Köln-Wesseling 1994, S. 77–108.
- Heinz-Theo Homann (Hg.): Jahrbuch zur Konservativen Revolution. Verlag Anneliese Thomas Köln/Wesseling 1994; ISBN 3-928415-15-8
- Ein guter Job. Novelle, in: Deutscher Almanach 1996. München 1996, S. 234–242
- Heinz-Theo Homann: Das funktionale Argument: Konzepte und Kritik funktionslogischer Religionsbegründung. Schöningh, Paderborn 1997; 582 S.; ISBN 3-506-73955-7
- L' auto-instrumentalisation (Entretien par Stephen de Petiville), in: Revue Catholica (Ed. Bernard Dumont), Paris 1999, No. 63, S. 34–42
- Heinz-Theo Hofmann: Thesen über Marx (sowie einige benachbarte Gegenstände). In: Sleipnir, Heft 5/99, S. 36–38
- Theo Homann: Der konservative Rausch, Vorwort zu: Ralf Küttelwesch (Hg.): Abenteuer Alkohol. Verlag Factum Coloniae, Köln 2005, S. 5–9
- Theo Homann: R. Küttelweschs Anthologie, in: Klaus Gauger (Hg.): Diktynna. Jahrbuch für Natur und Mythos 2009, Edition Arnshaugk, S. 171–175; ISBN 978-3-926370-51-8
- Theo Homann: Im Hochregal. Erotische Passage, in: Helmut Klewan (Hg.): Küsse, Bisse. Erotische Trophäen. Karolinger Verlag, Wien und Leipzig 2010, S. 246–255; ISBN 978-3-85418-137-8
- Theo Homann: Starkstromfrau, in: Axel Matthes (Hg.)., Das Heilige im Alltag oder Vom Swing der Dinge. Diederichs Verlag (Verlagsgruppe Random House), München 2012, S. 266–279; ISBN 978-3-424-35067-8